# حراس القسم
حراس القسم أو Oath Keepers هي ميليشيا يمينية متطرفة أمريكية مناهضة للحكومة أدين قادتها بمعارضتهم العنيفة لحكومة الولايات المتحدة، بما في ذلك نقل السلطة الرئاسية على النحو المنصوص عليه في دستور الولايات المتحدة. تم تأسيسها في عام 2009 من قبل المؤسس إلمر ستيوارت رودس المحامي والجندي المظلي السابق.
اعتبارًا من يناير 2023 أدين تسعة أعضاء بتهمة التآمر التحريضي لدورهم في اقتحام كابيتول الولايات المتحدة 2021 في 6 يناير. ومن بين هؤلاء ثلاثة أقروا بالذنب في أوائل عام 2022 ، ورودس وقائد آخر أدينوا بعدة جنايات في نوفمبر، وأربعة آخرين أدينوا بعدة جنايات في يناير 2023.